# Jeune Femme à la pelisse blanche
Jeune Femme à la pelisse blanche est un tableau réalisé en 1944 par le peintre français Henri Matisse. Cette huile sur toile représente une femme en robe blanche allongée sur une pelisse de même couleur.

## Historique
Entrée par dation dans les collections du musée national d'Art moderne à Paris en 2001, la peinture se trouve en dépôt au musée de Grenoble, à Grenoble, depuis le 28 avril 2004. Elle vient y compléter un ensemble important d'œuvres du peintre constitué dès les années 1920 sous l'impulsion du conservateur Andry-Farcy.